# Arctia insolita
Arctia insolita là một loài bướm đêm thuộc phân họ Arctiinae, họ Erebidae.